# Stefanovo (Dobritsj)
Stefanovo (Bulgaars: Стефаново) is een dorp in de Bulgaarse gemeente Dobritsjka, oblast Dobritsj. Het dorp ligt hemelsbreed 8 km ten zuidoosten van de regionale hoofdstad Dobritsj en 378 km ten noordoosten van Sofia. 

## Bevolking
Het inwonertal groeide van 700 inwoners in 1934 tot een maximum van ruim 1.200 inwoners in de periode 1965-1985. Na de val van het communisme begon een intensieve migratieproces richting West-Europa, waardoor het inwonertal inkromp. In 2020 woonden er echter naar schatting 1.012 inwoners, een stijging ten opzichte van 921 inwoners in 2011.
|  |

Het dorp heeft een gemengde bevolking. Etnische Bulgaren vormen een nipte meerderheid volgens de volkstelling van 2011. De Turken en de Roma vormen de grootste twee minderheidsgroepen. 
| Etnische samenstelling van de respondenten (2011) | Etnische samenstelling van de respondenten (2011) | Etnische samenstelling van de respondenten (2011) | Etnische samenstelling van de respondenten (2011) | Etnische samenstelling van de respondenten (2011) |
| ------------------------------------------------- | ------------------------------------------------- | ------------------------------------------------- | ------------------------------------------------- | ------------------------------------------------- |
|                                                   |                                                   |                                                   |                                                   |                                                   |
| Bulgaren                                          | Bulgaren                                          |                                                   | 53,3%                                             | 53,3%                                             |
| Turken                                            | Turken                                            |                                                   | 25,8%                                             | 25,8%                                             |
| Roma                                              | Roma                                              |                                                   | 13,6%                                             | 13,6%                                             |
| Anders/Onbekend                                   | Anders/Onbekend                                   |                                                   | 7,3%                                              | 7,3%                                              |